# Vincenzo Minciacchi
Vincenzo Minciacchi (Zagarolo, 1910 – Ariccia, 2003) è stato un presbitero italiano appartenente alla Congregazione di San Giuseppe (Giuseppini del Murialdo). Fu Superiore Generale della congregazione dal 1964 al 1976.

## Biografia
Entrato giovanissimo nella congregazione fondata da Leonardo Murialdo, Vincenzo Minciacchi si distinse per le sue doti di formatore, teologo e guida spirituale. Prestò servizio nelle principali case di formazione dei Giuseppini in Italia, assumendo ruoli di crescente responsabilità all’interno dell’istituto.
Fu anche consigliere generale e vicario generale prima della sua elezione a Superiore Generale nel 1964, succedendo a padre Antonio Boschetti.

## Superiore generale (1964–1976)
Durante il suo mandato promosse l’aggiornamento della congregazione alla luce del Concilio Vaticano II, valorizzando la formazione religiosa, l’impegno educativo e le missioni, in particolare in America Latina.
Nel 1973, in occasione del centenario della fondazione della congregazione, ricevette una lettera ufficiale da Papa Paolo VI che ne riconosceva l’opera e la fedeltà al carisma di Murialdo.

## Opere e pensiero
Padre Minciacchi scrisse vari testi su figure centrali della congregazione. Tra questi, è noto per la sua riflessione sul beato Giovanni Schiavo, missionario giuseppino in Brasile, dove riconobbe il ruolo fondamentale di quest’ultimo nello sviluppo delle opere educative e vocazionali dell’ordine.

## Eredità
Figura stimata nella storia dei Giuseppini, padre Minciacchi contribuì in modo significativo all’identità e alla missione dell’istituto in un periodo di grandi trasformazioni ecclesiali e culturali.